# Lophodermium nivale
Lophodermium nivale är en svampart som först beskrevs av René Charles Maire, och fick sitt nu gällande namn av Arx & E. Müll. 1975. Lophodermium nivale ingår i släktet Lophodermium och familjen Rhytismataceae.   Inga underarter finns listade i Catalogue of Life.